# Mobile Cup
De Mobile Cup was een golftoernooi van de Europese Senior Tour dat gehouden werd van 2002 tot en met 2005. Het werd georganiseerd in Engeland.

## Edities
| Jaar | Baan                       | Winnaar           |
| ---- | -------------------------- | ----------------- |
| 2002 | Stoke Park                 | Bernard Gallacher |
| 2003 | Stoke Park                 | Carl Mason        |
| 2004 | The Oxfordshire Golf Club  | Bill Longmuir     |
| 2005 | Collingtree Park Golf Club | Giuseppe Cali     |